# Limited Edition EP
Limited Edition EP – EP'ka nagrana przez Psychopathic Rydas wydana w tym samym czasie co płyta Check Your Shit In Bitch! w 2004 roku.

## Lista utworów
1. Scrimps
2. Sleep Wit The Fishes
3. Rydas Don't Dance
4. No Luv

## Lista skradzionych beatów
1. Notorious B.I.G - "Juicy"
2. Shaq, Ice Cube, B-Real, KRS-One - "Men of Steel"
3. Goodie Mob (feat. Outkast) - "Sole Sunday"
4. The Fugees - "Ready Or Not"